# Carneiros
Carneiros is een gemeente in de Braziliaanse deelstaat Alagoas. De gemeente telt 8.463 inwoners (schatting 2009).
De gemeente grenst aan Olho d'Água das Flores, Santana do Ipanema, São José da Tapera en Senador Rui Palmeira.